# Iveta Kováčová
Iveta Kováčová (* 1. května 1963 Kadaň) je česká zpěvačka a novinářka romského původu.

## Životopis
Iveta Kováčová se narodila 1. května 1963 jako prostřední z osmi dětí v severočeské Kadani. Rodiče a prarodiče pocházeli ze Zvolena a patřili mezi maďarské Romy. Matka byla v domácnosti a starala se o početnou rodinu, otec pracoval manuálně a jako řidič. Vystudovala Střední pedagogickou školu v Litoměřicích se zaměřením na předškolní vzdělávání a logopedii. Poté šest let učila v mateřských školkách, než se přihlásila roku 1986 do celostátní soutěže začínajících zpěváků v Jihlavě. Zde si jí všiml Václav Neckář a nabídl jí angažmá. Poté jezdila jako host s kapelou Bacily, později zkoušela i se skupinou 5P Luboše Pospíšila. Vystupovala s Janem Hedlem, skupinou GBS Pavla Vítka a Yvetty Blanarovičové i se skupinou Naima.
Nakonec kvůli vyčerpání odešla z práce učitelky v mateřské školce a vystudovala pop-zpěv na konzervatoři. Po mateřské zpívala v muzikálech. Objevila se v roli Leaty v muzikálu Hair a poté v roli rybářky v muzikálu Krysař. Roku 1998 přijala práci hlasatelky v České televizi. V roce 1999 spoluzaložila s Dagmar Podkonickou a Janou Procházkovou česko-romské pěvecké trio Triny. V práci programové hlasatelky skončila roku 2005 a přešla s publicistickým pořadem Před půlnocí na ČT24. Později si vyzkoušela několik dalších profesí včetně práce v call centru.
V současnosti učí na konzervatoři, pracuje jako redaktorka několika časopisů (např. ČT+) a moderuje rozhlasový pořad Ethnoland na Ethno Radiu.

## Osobní život
Od roku 1987 žije s hudebním publicistou a vedoucím redaktorem rubriky kulturního zpravodajství ČT Otakarem Svobodou, se kterým mají syna Abrama.